# Kostorošci
Balistidae (Kostorošci), porodica riba iz reda četverozupki (Tetraodontiformes). Sastoji se od 12 rodova i ukupno 42 vrste. Rasprostranjene su u sva tri velika oceana. 
Ove ribe se odlikuju velikim glavama koja zauzima 1/3 tijela i veoma malenim ustima. Mužjaci su teritorijalni veoma ratoborni u čuvanju svojega teritorija, naročitou vrijeme mriještenja, pa ne prezaju napasti i na ronioce.
Većina kostorožaca su samotne danje zvijeri koje se hrane tvrdo-oklopljenim mekušcima i bodljikašima, ali neke i algama i zooplanktonom. Karnivorni kostorošci opremljeni su zubima na gornjoj čeljusti za drobljenje ljuštura mekušaca, a i očima su sposobne rotirati svakim zasebno.

## Rodovi
1. Rod Abalistes
2. Rod Balistapus
3. Rod Balistes
4. Rod Balistoides
5. Rod Canthidermis
6. Rod Melichthys
7. Rod Odonus
8. Rod Pseudobalistes
9. Rod Rhinecanthus
10. Rod Sufflamen
11. Rod Xanthichthys
12. Rod Xenobalistes